# 東京ディズニーリゾート25thアニバーサリー
東京ディズニーリゾート25thアニバーサリー（とうきょうディズニーリゾート25thアニバーサリー、Tokyo Disney Resort 25th Anniversary）とは、2008年4月15日〜2009年4月14日まで、東京ディズニーリゾート (TDR)で開催されたアニバーサリーイベントである。2008年4月15日で東京ディズニーランド (TDL)が開業25周年を迎えるのを記念して、TDR全体でアニバーサリーイベントを行なった。
2007年の24周年以前はTDL、東京ディズニーシー (TDS)それぞれのパークで単独にアニバーサリーイベントが開催されてきた。TDR全体でのアニバーサリーイベントは本イベントが初めてとなる。
本イベント以降、TDLのアニバーサリーイヤーを記念したイベントはTDR全体で行われるようになった。
メインテーマ（合い言葉：キャッチフレーズ）は「夢よ、ひらけ。」(The Dream Goes On)。

## 内容
東京ディズニーランド東京ディズニーシーのほかに3つのディズニーホテル、イクスピアリ、オフィシャルホテルなどの施設で、1年間を5つのステージ（期間）に分けて、さまざまなイベントが行われた。
東京ディズニーランドでは、新デイパレード『ジュビレーション!』がスタートし、夏の清涼感プログラムやハロウィーン、クリスマス、カウントダウンなどの定期イベントの特別仕様に加え、1月から4月までの冬期にはフィナーレイベントが開催された。
また、25周年で初めてシンデレラ城にアニバーサリーデコレーションが施された。
東京ディズニーランド外では、2008年7月8日にディズニーリゾートラインの東京ディズニーランド・ステーション前に「東京ディズニーランドホテル (TDH)」が開業したほか、ディズニーアンバサダーホテル前にシルク・ドゥ・ソレイユ シアター東京（現在の舞浜アンフィシアター）が10月1日にオープンした。
全国29都市では、2008年4月22日から同年8月13日まで、「東京ディズニーリゾート・ドリームクルーザーII」という特別仕様車が回り、25周年を祝うサテライトイベントを開催した。
フィナーレステージでは、東京ディズニーランドと東京ディズニーシーの両パークでスペシャルステージショーが開催された。

## 日程
期間中を5つのステージに区切り、イベントなどが開催された。

### 1stステージ
1stステージ（オープニング）（2008年4月15日-7月7日）東京ディズニーリゾート25周年の夢の始まり「“夢よ、ひらけ。”宣言」
- 4月15日
  - TDL：シンデレラ城前でオープニングセレモニー実施[1]
    - オリエンタルランド代表取締役会長兼CEO加賀見俊夫、ザ・ウォルト・ディズニー・カンパニー社長兼CEOボブ・アイガーが挨拶。キャラクター、ダンサー総勢200名以上が参加。

  - TDL：新デイ・パレード『ジュビレーション!』スタート
  - 新花火『ドリームス』スタート
  - 東京ディズニーリゾート25thアニバーサリー・テーマソング『魔法の鍵 〜The Dream Goes On』、パーク内限定CD先行発売。
- 4月15日 - 7月7日　TDL:「アニバーサリー・グリーティング」スタート
- 4月15日 - 6月30日  TDS：スペシャルイベント『東京ディズニーシー・スプリングカーニバル』
- 4月16日  東京ディズニーリゾート25thアニバーサリー・テーマソング『魔法の鍵 〜The Dream Goes On』、CD一般発売。

### 2ndステージ
2ndステージ（2008年7月8日-9月11日）あらゆる時間へ、あらゆる場所へ。「冒険と好奇心の夢よ、ひらけ。」
- 7月8日  東京ディズニーランドホテル開業
- 7月18日  TDS：「丸ごと貸切体験」（7時30分 (JST) より2時間半）
1609組の中から抽選で選ばれた一家5人がTDSを借り切って楽しんだ。
- 7月18日 - 8月31日  ディズニーキッズ・サマーアドベンチャー
- 7月8日 - 8月31日  ウォータープログラム
  - 7月8日 - 9月11日  TDL：スペシャルパレード「グーフィーのクールパニック」
  - 7月8日 - 8月31日  TDL：キャッスルショー「クール・ザ・ヒート」
  - 7月8日 - 8月31日  TDL：キャッスルショー「スターライト・ドリームス」
  - 7月8日 - 9月11日  TDS：水上ショー「チップとデールのクールサービス」
  - 7月8日 - 8月31日  TDS：ステージショー「ボンファイアーダンス」（アラビアンコースト特設ステージ）
- 7月25日  TDL：魅惑のチキルーム：スティッチ・プレゼンツ “アロハ・エ・コモ・マイ!”公開

### 3rdステージ
3rdステージ（2008年9月12日-11月6日）誰も見たことのない世界へ。「驚きと感動の夢よ、ひらけ。」
- 9月12日 - 10月31日  TDL：スペシャルイベント『ディズニー・ハロウィーン2008』開催
  - 9月12日 - 10月31日  TDL：スペシャルパレード「ディズニーハロウィン・レッツゴー・ヴィランズ」
  - 9月12日 - 10月31日  TDL：スペシャルパレード「ディズニーハロウィン・パレード・バンザイ・ヴィランズ」
- 9月12日 - 10月31日  TDS：スペシャルイベント『ディズニー・ア・ラ・カルト』
  - 9月12日 - 10月31日  TDS：ステージショー「テーブル・イズ・ウェイティング」（ドッグサイドステージ）
- 10月1日　シルク・ドゥ・ソレイユ シアター東京開業
- 10月1日　シルク・ドゥ・ソレイユ シアター東京レジデントショー「ZED」正式オープン　本公演開始
- 10月24日  TDS：2008年に結婚25周年を迎えた夫婦6組のために、銀婚式のセレモニーを開催。

### 4thステージ
4thステージ（2008年11月7日-2009年1月18日）大切な人とかけがえのないクリスマスを。「愛とときめきの夢よ、ひらけ。」
- 11月7日 - 12月25日  TDL：スペシャルイベント『クリスマス・ファンタジー2008』開催
- 11月7日 - 12月25日  TDS：スペシャルイベント『ハーバーサイド・クリスマス2008』開催
- 11月18日  東京ディズニーランドホテル：11月18日生まれを含むグループ10組が、ミッキーマウスらと誕生日を祝った。
- 12月31日  TDL：スペシャルイベント『カウントダウン・パーティー2009』開催
- 12月31日  TDS：スペシャルイベント『ニューイヤーズ・イヴ・セレブレーション2009』開催

### 5thステージ
5thステージ（フィナーレ）（2009年1月19日 - 4月14日）25周年のクライマックス。フィナーレは華やかに。「夢よ、ひらけ。いつまでも、どこまでも。」
- 1月19日 - 4月14日  TDL：スペシャルイベント『東京ディズニーリゾート25thアニバーサリー・グランドフィナーレ"ドリーム・ゴーズ・オン"』
  - 1月19日 - 4月14日  TDL：キャッスルショー『ドリームス・ウィズイン』
- 1月19日 - 4月14日  TDS：スペシャルイベント「東京ディズニーリゾート25thアニバーサリー・グランドフィナーレ"ドリーム・ゴーズ・オン"」
  - 1月19日 - 4月14日  TDS：ステージショー『ミッキーのドリームカンパニー』（ウォーターフロントパーク特設ステージ）

## プレミアドリームナイト
2008年4月10日に東京ディズニーランドで開催。招待されたゲストのみが入園できた。ショーベースではプレスセレモニーが行われ、25年の歴史を振り返った。また、石井竜也と高杉さと美が登場し、東京ディズニーリゾートの新しいテーマソングを披露した。

## テーマ曲
25周年のメインテーマは、アメリカで作詞作曲された楽曲に、石井竜也が日本語作詞・プロデュースし、石井竜也と高杉さと美が歌唱する『魔法の鍵 〜The Dream Goes On』と決定した。2008年4月16日にWalt Disney Recoadsレーベルで同レーベルの日本国内販売権を持つエイベックスから発売 (AVCW12660) された。CDはパーク内で先行発売され、特製紙ジャケットにポストカード付だった。
- CD収録曲
  1. 魔法の鍵 〜The Dream Goes On
  2. 魔法の鍵 〜The Dream Goes On (Duet with TATUYA ISHII version)
  3. 魔法の鍵 〜The Dream Goes On (Duet with SATOMI TAKASUGI version)
  4. 魔法の鍵 〜The Dream Goes On (Instrumental)
  5. 魔法の鍵 〜The Dream Goes On (Image Film version)

- パーク内でこの日本語バージョンが流れることは少なく、閉園間際のエントランスなどでしか聞けなかった。パーク内の各種ショーには英語版やインストゥメンタル版（シングルCDとは別）が使用されている。

- 2008年4月15日から2009年4月14日まで、JR舞浜駅の発車メロディーとして使用された。

## エンターテイメントの特別版

### パークワイド

#### ドリームス
アニバーサリー期間である2008年4月15日から7月7日、9月1日から11月6日、12月26日から2009年4月14日までの22時閉園日に、25周年テーマソングをメインテーマにした花火『ドリームス』が公演された。（2008年11月7日から2008年12月25日の間はクリスマスウィッシュ・イン・ザ・スカイを公演。）

### 東京ディズニーランド

#### アニバーサリー・グリーティング
25周年の飾りつけをしたフロートでキャラクター達が挨拶。公演1回目はトゥーンタウンからスタートし、キャッスルフォアコートにて停止してショーを行う。2回目以降はファンタジーランドをスタートしパレードルートを通り停止をせずトゥーンタウンへと向かう。
公演情報
- 公演回数：1日2～3回
- 公演時間：約25分

#### ジュビレーション!
アニバーサリー期間中は25周年のロゴマークを掲示し、途中で4回停止し25周年をゲストと共にお祝いした。

### 東京ディズニーシー

#### ミート＆スマイル
25周年バージョンとして公演。
公演情報
- 公演回数：1日1回
- 公演時間：約25分
- 公演場所：リドアイル

#### レジェンド・オブ・ミシカ
アニバーサリー期間中はチェイサー曲を「Sea of Dreams」から「The Dream Goes On」に変更して公演された。

## その他

### キャラクターグリーティング
パークのエントランスで会えるミッキー、ミニーが25周年のコスチュームとなる。

### ボード
25年前からあるテーマランドやアトラクションを紹介するボードをパーク内14か所に設置。

### アート・オブ・ミリオンスマイル
ゲストとキャストの笑顔の写真を1作品につき約1万枚組み合わせて作る、巨大フォトコラージュ。東京ディズニーランドのプラザ・テラスと東京ディズニーシーのディズニー・アクアスフィア周辺に設置。

## コラボレーションCM 「HAVE A DREAM」
25周年を記念してTDL・TDSのオフィシャルスポンサー4社とのコラボレーションCM「HAVE A DREAM」を展開している。内容は統一したBGMとフォーマットで各企業の社員が出演し、「夢みる素晴らしさ」をテーマに自身の仕事について語るという企業CMである。以前からTDRを使用した公式スポンサーのCMは多数あるが、複数企業による統一キャンペーンCMはTDRでは初めてのことである。

### 参加企業
- 第一生命 「夢を、支えたい。」
- タカラトミー 「夢を、描きたい。」
- ニチレイフーズ 「夢を、手渡したい。」
- 三井ホーム 「夢を、実現したい。」

また、TDR自身も同様にキャスト出演のCMを放送している。「夢よ、ひらけ。」